# Zasebno življenje (film, 1982)
Zasebno življenje (rusko Частная жизнь, translit. Častnaja žizn) je sovjetski dramski film iz leta 1982, ki ga je režiral Julij Raizman in zanj napisal tudi scenarij skupaj z Anatolijem Grebnjevom. V glavnih vlogah nastopajo Mihail Uljanov, Ija Savvina, Irina Gubanova in Tatjana Dogileva. Zgodba prikazuje združitev dveh filmskih družb, ob kateri se je primoran eden od nekdanjih direktorjev nepričakovano upokojiti. Pri tem naleti na nerazumevanje žene in otrok, kar ga vodi v osamljenost, samopomilovanje in ljubosumje. 
Film je bil premierno prikazan 23. avgusta 1982 v sovjetskih kinematografih. Kot sovjetski kandidat je bil nominiran za oskarja za najboljši mednarodni celovečerni film na 55. podelitvi. Na Beneškem filmskem festivalu je bil nominiram za glavno nagrado zlatega leva, osvojil pa je nagrado za najboljše umetniško sodelovanje (Uljanov).

## Vloge
- Mihail Uljanov kot Sergej Nikitič Abrikosov
- Ija Savvina kot Natalija Ilinična
- Irina Gubanova kot Nelli Petpovna
- Tatjana Dogileva kot Vika
- Aleksej Blohin kot Igor
- Jelena Sanajeva kot Marina
- Lilija Gricenko kot Marija Andrejevna
- Jevgenij Lazarev kot Viktor Sergejevič Petelin